# Polystichum pseudocastaneum
Polystichum pseudocastaneum är en träjonväxtart som beskrevs av Ren-Chang Ching och S. K. Wu. Polystichum pseudocastaneum ingår i släktet Polystichum och familjen Dryopteridaceae. Inga underarter finns listade.